# Мажейкяй
Мажейкяй (лит. Mažeikiai, жем. Mažeikē, в 1901—1918 годах — Муравьёво) — город в Тельшяйском уезде Литовской Республики, административный центр Мажейкяйского района. Мажейкяй также является административным центром Мажейкяйского апилинкского и Рейвичяйского староств, но не входит в их состав, так как тоже имеет статус староства.
Находится в 46 км на север от Тельшяй и в 10 км к югу от границы с Латвией.

## Название
Название города происходит от личного имени. В Ливонской рифмованной хронике упоминается жемайтийский князь Мажейка (Mažeika), отряд которого меченосцы разгромили в 1290 году. В наше время в Литве встречается фамилия Мажейкис (Mažeikis) (её множественное число будет Мажейкяй). В 1899—1918 годах поселение носило название Муравьевo, в честь генерал-губернатора Михаила Муравьева, подавившего восстание 1863 года. В то время в городе стоял памятник Муравьеву.

## История
Первое упоминание этой местности в письменных источниках (в «Хронике Генриха Латвийского») относится к 1332 году. В этот год армия Ливонского ордена под руководством магистра Эберхарда фон Монхайма «предприняло поход в край язычников жемайтов и достигло поместья Mazeikia и поместья Windeikia». Долгое время это была просто маленькая деревушка, окруженная лесами и болотами. В 1865 году в ней было 13 домов, довольно широко разбросанных по правому берегу реки Венты на обоих берегах речки Аплукис.
Поселение начало развиваться после того, как через него в 1868 году провели железную дорогу Лиепая — Ромны. В 1874 году от Мажейкяй была построена железнодорожная линия на Елгаву.
К 1880 году в Мажейкяй было уже около 400 домов, 15 магазинов, собирался рынок. В 1885 году в городе основана аптека. По данным переписи 1897 года в городе жило 568 человек. В то время это был многонациональный город: тут жили русские, литовцы, латыши, евреи. Первый храм поселения — православная церковь Святого Духа была построена в 1894 году, ещё через несколько лет была построена синагога. Католический костёл был построен и освящен в 1905 году. Благодаря деятельности настоятеля храма П. Мешкаускаса и органиста К. Пунявичюса оживилась жизнь литовской общины, было основано отделение просветительского общества «Сауле», начальная школа, библиотека, читальня, организован хор. В 1910 году был построен лютеранский храм.
Первое промышленное предприятие — фабрика переработки вторичного сырья была открыта в 1895 году, на ней работало около 40 рабочих. Примерно в 1902 году были открыты мастерские по ремонту паровозов и вагонов, учреждена школа железнодорожников. Ещё через некоторое время заработали фабрики по переработке цикория и льна, спичечная фабрика, кирпичный заводик, предприятия по изготовлению конфет, мыла. К 1905 году в Мажейкяй работало уже более 10 промышленных предприятий. В 1914 году посёлок получил статус города.
Во время Первой мировой войны фронт проходил по реке Вента, поэтому город сильно пострадал, выгорел весь центр. При отступлении русская армия взорвала железнодорожный водопровод и электростанцию. Немцы, заняв город, расстреляли около 60 человек. В феврале 1919 года Мажейкяй ненадолго занимала Красная армия. В ноябре того же года в окрестностях проходили бои литовской армии с Западной добровольческой армией. Сразу после войны начался территориальный спор между Литвой и Латвией о принадлежности города Мажейкяй: для обеих стран проходящая через город железная дорога имела стратегическое значение, так как она связывала Ригу с Лиепаей и Каунас с Клайпедой. По решению международного трибунала этот спор был решен в пользу Литвы.
В межвоенное время город стал центром уезда, первым бурмистром был назначен активный общественный деятель, книгоноша Йонас Мотузас. В 1919 году несмотря на боевые действия была основана частная средняя школа, которую впоследствии преобразовали в государственную гимназию. В 1922 году была открыта больница. В 1928 году Стасис Личкунас в своем доме открыл музей. В том же году был основан католический приход. В середине 1920-х годов значение города как транзитного железнодорожного узла упало, так как была построена ветка Кретинга — Амаляй. Постепенно развивалась промышленность: открылась пивоварня «Шадауску», паровая мельница, мебельная мастерская, электростанция. В 1940 году в городе работало 26 промышленных предприятий, 4 банка, кредитное товарищество. Было построено новое здание начальной школы, ратуша, костёл Сердца Иисуса, церковь Успения Божьей Матери.
За период 1940—1953 годов было сослано более 170 жителей города, признанных виновными в совершении преступлений. В августе 1941 года нацистами и их пособниками было расстреляно около 4000 евреев. В октябре 1944 года немецкая армия, избегая окружения, отступила из города. В 1945 году в Мажейкяйском уезде был основан партизанский отряд «Алка» Лесных братьев, в городе действовала рота партизан.
В послевоенное время постепенно восстановили работу старые предприятия: фабрика по переработке льна, пивоварня, были основаны обувная и мебельная фабрики, хлебокомбинат, завод по производству масла. В 1950 году Мажейкяй стал районным центром. В 1959 году основан завод электротехники, производивший электродвигатели для стиральных машин. В 1969 году основан завод компрессоров, производивший компрессоры для холодильников. В 1980 году начал работать нефтеперерабатывающий завод (современная «Мажейкю нафта»), был проведен нефтепровод Полоцк — Мажейкяй. В южной части города были построены микрорайоны Калнену, Нафтининку, Вентос, Тиркшлю. Был построен современный центр культуры нефтяников. Мажейкяй стал крупным промышленным центром Жемайтии.
25 сентября 1988 года была основана инициативная группа Саюдиса. С нефтеперерабатывающего завода началась экономическая блокада Литвы, когда 18 апреля 1990 года были прекращены поставки нефти. В девяностые годы прекращение экспорта на российский рынок и не всегда удачная приватизация привели к банкротству целого ряда предприятий города: закрылись компрессорный завод, завод электродвигателей, обувная и мебельная фабрики.
В 1999 году был проведен нефтепровод к морскому нефтеналивному терминалу в Бутинге. Благодаря ему «Мажейкю нафта» стала независима от российских поставщиков.

## Население
| 2001    | 2002    | 2003    | 2004    | 2005    | 2006    | 2007    | 2008    | 2009    |
| ------- | ------- | ------- | ------- | ------- | ------- | ------- | ------- | ------- |
| 42 656  | ↘42 383 | ↘42 226 | ↘41 637 | ↘40 885 | ↘40 035 | ↘39 705 | ↘39 325 | ↘39 142 |
| 2010    | 2010[…] | 2011    | 2012    | 2013    | 2014    | 2015    | 2016    | 2017    |
| ↘38 571 | ↗40 172 | ↘37 136 | ↘36 629 | ↘36 278 | ↘35 997 | ↘35 634 | ↘35 208 | ↘34 107 |
| 2018    | 2019    | 2020    | 2021    | 2022    | 2023    |         |         |         |
| ↘33 291 | ↘32 724 | ↘32 470 | ↗33 101 | ↘32 730 | ↗33 249 |         |         |         |

| жителей | 1 979 | 3 869 | 4 650 | 4 831 | 5 268 | 5 618 | 7 960 | 13 313 | 25 779 | 43 547 |

## Экономика и инфраструктура
Крупнейшее предприятие — нефтеперерабатывающий завод Mažeikių nafta, принадлежащий польскому PKN Orlen. Имеются предприятия по изготовлению окон, дверей, гаражных дверей „Fauga“), мебели („Mažeikių lyra“, бетона, металлических конструкций и железобетона („Mažeikių betonas“, мороженого „Ingman ledai“, хлеба и кондитерских изделий „Mažeikių duona“, мясных продуктов „Mažeikių mėsinė“, „Vigesta“, пивоварня „Brauer“.
Работают три почтовых отделения, два медпункта, три центра семейной медицины, приюты для пожилых людей и детей, а также 2 гимназии, 4 средние школы, основная школа, 7 начальных школ, политехникум, специнтернат, музыкальная, художественная, спортивная, хореографические школы, школа-детский сад, 10 яслей-садов, центр русской культуры, районная публичная библиотека, музей.
Открыты католические храмы Святого Франциска Ассизского, Пресвятого Сердца Иисуса, лютеранская церковь, православная церковь Святого Духа.

## Известные люди
- Карлис Зале (1888—1942) — латвийский скульптор, уроженец города.[11]
- Винцентас Гячас (1931—2020) — литовский художник, родился и учился здесь в гимназии, которую окончил в 1945 году.[12]
- Жанна Бадоева (род. 1976) — украинская телеведущая, родилась в Мажейкяй.
- Нелли Уварова (род. 1980) — российская актриса театра и кино, родилась в Мажейкяй.
- Витаутас Лалас (род. 1982) — призёр турнира World’s Strongest Man (2-е место, 2012 год).

## Города-побратимы
- Плоцк, Польша
- Салдус, Латвия
- Пайде, Эстония
- Гавиржов, Чехия
- Марибо, Дания

## Фотогалерея
- Мажейкяйская евангелическо-лютеранская церковь
- Костел Сердца Иисуса
- Гимназия им. М.Рачкаускаса
- Здание самоуправления
- Новый католический костёл (2005 год)